# Реймс (округ)
Реймс (фр. Reims) — округ (фр. Arrondissement) во Франции, один из округов в регионе Шампань-Арденны. Департамент округа — Марна. Супрефектура — Реймс.
Население округа на 2006 год составляло 292 450 человек. Плотность населения составляет 172 чел./км². Площадь округа составляет всего 1702 км².